# Pupalia distantiflora
Pupalia distantiflora är en amarantväxtart som beskrevs av Achille Richard. Pupalia distantiflora ingår i släktet Pupalia och familjen amarantväxter. Inga underarter finns listade i Catalogue of Life.